# Alexandre Ponomarenko
Alexandre Anatoliévitch Ponomarenko (Александр Анатольевич Пономаренко), né le 27 octobre 1964 à Belogorsk (Crimée), en URSS, est un homme d'affaires et multimilliardaire russe, ancien président du directoire du port commercial maritime de Novorossiisk.
En 2015, sa fortune est évaluée à 2,7 milliards de dollars par le magazine américain Forbes. Cela fait de lui le 782e homme le plus riche du monde et le 38e homme le plus riche de Russie.

## Biographie
Il remporte le titre de champion de boxe d'Ukraine dans la catégorie juniors. Il fait son service militaire entre 1983 et 1985 au sein d'un régiment de parachutistes de l'armée soviétique. Il sort en 1988 de l'université d'État de Simferopol avec un diplôme de la faculté de physique. Entre 1987 et 1992, à l'époque de la perestroïka, puis de l'effondrement de l'URSS, il organise en Crimée avec son partenaire Alexandre Skorobogatko un commerce de produits de parfumerie, lorsque l'économie dirigée est abolie. Il déménage en 1994 à Moscou. Entre 1994 et 1998, il travaille au sein de l'Institut international de la Corporation. Il est l'un des fondateurs de la banque générale russe en 1994. Il termine en 1997 l'université Ordjonikidzé de gestion de Moscou, recevant le grade de candidat au doctorat d'économie avec une thèse portant sur « la réglementation d'État du moyen et petit commerce, en prenant l'exemple de Moscou ».
Il commence à acheter des actions du port de commerce maritime de Novorossiisk en 1998, avec ses partenaires.
Il soutient sa thèse de doctorat d'économie en 2001, intitulée « la réglementation d'État concernant les systèmes intégrés d'entreprises ».
En 2003, Ponomarenko devient président du conseil de direction du terminal des céréales du port de Novorossisk, en 2004 du complexe de commerce en vrac de ce même port, ainsi que de la compagnie « Novoroslesexport », puis de tout le port de commerce. En plus, il prend le poste de président du conseil de direction de la Compagnie Baltique de Manutention, devient président de la compagnie d'investissement TPS. Ses partenaires vendent en 2006 les activités bancaires hongroises du groupe OTP. En 2007, il acquiert avec ses partenaires (dont Skorobogatko) soixante dix pour cent du port commercial de Novorossisk et fait entrer la compagnie à la bourse de Londres, à la bourse de Moscou et dans le système RTS. Il en vend dix pour cent aux structures d'Arkadi Rotenberg (ami de jeunesse de Vladimir Poutine avec qui il pratiquait le judo).
Il est connu également pour ses liens avec Vladimir Poutine. Alexandre Ponomarenko s'est fait aussi connaître par les médias pour avoir acheté le palais de Nikolaï Chamalov, un autre prochede l'entourage de Poutine, en 2011 pour 350 millions de dollars,.
En 2013, il met en place un partenariat avec Arkadi Rotenberg, qui a remporté un appel d'offres pour développer la construction de l'aéroport de Cheremetievo, principal aéroport international desservant la capitale russe.
Alexandre Ponomarenko est marié. Il a trois enfants et vit à Moscou avec sa famille. Il est passionné de chasse et collectionne les tableaux de la période des Ambulants, ainsi que des peintres russes du début du XXe siècle. Il possède également une propriété de 16 000 m² au Cap Ferrat comprenant plusieurs villas, acquise en 2008 pour 80 millions d'euros.